# حظافر (بني العوام)

تعديل مصدري - تعديل

حظافر هي إحدى قرى عزلة بني القدمي بمديرية بني العوام التابعة لمحافظة حجة، بلغ تعداد سكانها 352 نسمة حسب تعداد اليمن لعام 2004.